# Prinz-Eugen-Kaserne (Günzburg)
Die Prinz-Eugen-Kaserne in Günzburg war ein Standort der Bundeswehr und der US-Armee.
Die US-Armee hat 1992 bzw. 1997 den  Standort Günzburg aufgegeben.
| Standort | Liegenschaft                                              | Truppenteile                          | Jahr der Auflösung | Bemerkungen                                                              |
| -------- | --------------------------------------------------------- | ------------------------------------- | ------------------ | ------------------------------------------------------------------------ |
| Günzburg | Prinz-Eugen-Kaserne, Nukleardepot (Zentrallager Riedheim) | US Custodial Team HQ (512th USAAG)    | 1992               | Gefechtsköpfe und Nuklearmunition für II. (GE) Korps und 4 ATAF, PSP 32. |
| Günzburg | Regency Net Communications Facility Günzburg              | 801st Telecommunications „R“, C&C Sqn | 1997               |                                                                          |

Nach 1945 befanden sich in der Kaserne die 2. Nachschubbataillon 10, 6. Nachschubbataillon 10, Nachschubbataillon Sonderwaffen 220	 und Transportbataillon 220.